# Green Border
Green Border (Originaltitel: Zielona granica, dt.: „Grüne Grenze“) ist ein Spielfilm von Agnieszka Holland aus dem Jahr 2023. Das multiperspektivisch angelegte Drama stellt die Flüchtlingskrise an der Grenze zwischen Belarus und Polen in den Mittelpunkt. Die europäische Koproduktion zwischen Polen, Tschechien, Frankreich und Belgien wurde beim Filmfestival von Venedig uraufgeführt und mehrfach preisgekrönt.

## Handlung
Im Film kreuzen sich die Wege einer syrischen Flüchtlingsfamilie, einer älteren Englischlehrerin aus Afghanistan und eines jungen polnischen Grenzschutzbeamten an der polnisch-belarussischen Grenze. Die dortige humanitäre Krise, ausgelöst vom belarussischen Präsidenten Aljaksandr Lukaschenka, sorgt dafür, dass viele Migranten versuchen, die Grenze als „Hintertür“ zur illegalen Einreise in die Europäische Union zu nutzen. Die polnischen Grenztruppen führen immer wieder Push-Backs durch, wobei Gummiknüppel eingesetzt werden.
Auf belarussischer Seite werden die Migranten von Angehörigen der Grenztruppen geschlagen und ausgeplündert. Diesem Schicksal sind auch die Protagonisten aus Syrien und Afghanistan ausgesetzt. Über eine tragbare kleine Holzbrücke werden die heimatlosen Menschen unter Schlägen und Gebrüll wieder auf polnisches Gebiet getrieben. Ein junger Afrikaner berichtet der syrischen Familie, dass er schon achtmal auf diese Weise unfreiwillig die Grenze hin und her überquert habe. Polnische Helfer werden von der polnischen Polizei und den Grenztruppen drangsaliert, sie bewegen sich nur vorsichtig in der Grenzzone. Sie halten sich an die Vorgaben der Behörden, Migranten nicht aus der Zone zu führen, weil dies als Straftat bewertet würde. Der Kommandeur der polnischen Grenztruppe warnt vor den Migranten, unter ihnen seien Terroristen, die in Polen für Unruhe sorgen, und Kriminelle, die polnische Frauen vergewaltigen wollten.
Der Afghanin gelingt es, gemeinsam mit dem zehnjährigen Sohn der syrischen Familie vor der Festnahme und Abschiebung durch polnische Grenzer nachts in ein Sumpfgebiet zu flüchten. Der Junge findet dabei den Tod, während die Frau von einer in der Nähe wohnenden Psychologin namens Julia (Maja Ostaszewska) gerettet und in ein Krankenhaus gebracht wird. Von dort wird sie aber von der polnischen Militärpolizei gegen den Widerstand des Krankenhauspersonals verschleppt und erneut durch den an einer Stelle hochgehaltenen Stacheldraht auf die belarussische Seite zurückgetrieben. Ihr Protest und ihre Aussage, dass ihr Bruder in Afghanistan für das polnische Militärkontingent gearbeitet habe und sie als Familienmitglied von den Taliban bedroht würde, ignorieren die polnischen Uniformierten.
Das syrische Ehepaar erfährt vom Tod ihres Sohnes im Sumpf. Mit der ihnen gebliebenen kleinen Tochter gelingt ihm die Flucht auf polnisches Gebiet, ohne von den Grenzern bemerkt zu werden. Über einen bereits in Schweden lebenden Verwandten wurde ein professioneller Fluchthelfer engagiert, der sie mit einem Kleintransporter aus dem Grenzgebiet bringen soll. Doch werden sie von einer Patrouille der Grenztruppen gestoppt. Der junge Grenzer, in dem während der Handlung immer mehr Zweifel an seinem Auftrag aufkommen, entdeckt die hinter mehreren Kartons versteckten Flüchtlinge, lässt sich aber nichts anmerken und ruft stattdessen der Soldatin, die mit ihm die Patrouille bildet, mit gespielter Gleichmütigkeit zu, dass der Wagen „sauber“ sei. Der Transporter kann weiterfahren.
In der Zwischenzeit hat die Psychologin Julia, die die Afghanin aus dem Sumpf gezogen und mittlerweile mehreren der freiwilligen Helfer in ihrem Haus Unterkunft geboten hat, Ärger mit der Polizei bekommen, weil sie angeblich ohne Grund in ein Waldstück in der Grenzzone gefahren ist. Sie wird für eine Nacht inhaftiert, die hinzu gezogene Psychologin der Grenztruppe behandelt sie rüde und verlangt von ihr, sich bis auf die nackte Haut auszuziehen, obwohl noch Männer im Raum sind. Am nächsten Morgen holt ihr Anwalt Julia aus dem Polizeigewahrsam. Als sie ihr im Wald zurückgelassenes Auto abholen will, stellt sie fest, dass die Scheiben zerschlagen und die Reifen zerstochen sind. Der Besitzer eines Abschleppunternehmens holt den Wagen und bringt ihn zum Haus eines befreundeten Ehepaars. Es stellt sich heraus, dass die Psychologin in dem demolierten Auto drei junge Afrikaner versteckt hat, die über die Grenze gekommen sind. Diese finden nun in dem Haus des Freundes eine freundliche Aufnahme.
Die Schlussszene spielt an der polnisch-ukrainischen Grenze in den ersten Tagen nach dem russischen Überfall auf die Ukraine Ende Februar 2022. Der Grenzsoldat, der zuvor an brutalen Einsätzen gegen Flüchtlinge an der belarussischen Grenze teilgenommen, dann aber die Flucht der syrischen Familie gedeckt hat, hilft nun ukrainischen Frauen und Kindern. Die junge Grenzsoldatin, die damals mit ihm die Streife gefahren war, meint, er sei früher aber „nicht so nett zu den Flüchtlingen“ gewesen.

## Veröffentlichung und Rezeption
Die Premiere erfolgte am 5. September 2023 bei den 80. Filmfestspielen von Venedig, wo der Film in den Hauptwettbewerb eingeladen wurde. Es war dort das zweite Werk mit Flüchtlingsthematik, neben Matteo Garrones Io capitano.
Bei der internationalen englischsprachigen Filmkritik fand Green Border Anklang. Auf der Website Rotten Tomatoes empfahlen bisher 86 Prozent der dort gelisteten 29 Rezensenten den Film weiter. Dies führte zu einer Durchschnittswertung von 7,4 von 10 möglichen Punkten (Stand: 02 02.2024). Auf der Website Metacritic erhielt Hollands Regiearbeit eine Bewertung von 83 von 100 möglichen Punkten, basierend auf einem Dutzend ausgewerteten englischsprachigen Kritiken. Dies entspricht allgemeiner Anerkennung unter den professionellen Rezensenten („Universal Acclaim “).

### Reaktionen in Polen
Der Film und die Regisseurin sind in Polen Gegenstand politischer Kampagnen vor dem Hintergrund der dortigen Wahlen im Oktober 2023. Holland werden antipolnische Einstellungen unterstellt, sie berichtet von Hass, der ihr vor allem im Internet begegne. Der Film wird als NS-Propaganda bezeichnet und die Regisseurin mit Joseph Goebbels und Leni Riefenstahl verglichen. Zu den Kritikern gehörten führende Politiker der Regierungspartei Prawo i Sprawiedliwość, darunter Staatspräsident Andrzej Duda, Premierminister Mateusz Morawiecki und Parteichef Jarosław Kaczyński sowie Justizminister Zbigniew Ziobro von der Suwerenna Polska. Holland warf daraufhin dem Staatspräsidenten Duda vor, mit seinen abwertenden Kommentaren über einen Film, den er nicht gesehen habe, zur Atmosphäre des Hasses in der polnischen Gesellschaft beizutragen.
Das Magazin Polityka stellte fest, dass erstmals seit der politischen Wende von 1989 höchste Repräsentanten des Staates auf diese Weise eine Kulturschaffende attackiert hätten. Oppositionsführer Donald Tusk warf den Politikern des damaligen Regierungslagers vor, eine „widerliche Kampagne“ zu führen, obwohl keiner von ihnen den Film gesehen habe.

## Auszeichnungen
Für Green Border erhielt Holland nach 1992 und 2002 ihre dritte Einladung in den Wettbewerb um den Goldenen Löwen. Zwar hatte sie bei der Vergabe des Hauptpreises gegenüber Poor Things das Nachsehen, ihr wurde aber in Venedig unter anderem der Spezialpreis der Jury zuerkannt. Weitere Festivaleinladungen und Filmpreise folgten. Auch erhielt Green Border drei Nominierungen für den Europäischen Filmpreis 2023.
| Festival                               | Kategorie                                | Resultat   | Preisträger/Nominierte                                         |
| -------------------------------------- | ---------------------------------------- | ---------- | -------------------------------------------------------------- |
| Filmfestival von Venedig 2023          | Goldener Löwe – Bester Film              | Nominiert  | Agnieszka Holland                                              |
| Filmfestival von Venedig 2023          | Spezialpreis der Jury                    | Gewonnen   | Agnieszka Holland                                              |
| Filmfestival von Venedig 2023          | Premio Arca Cinema Giovani               | Gewonnen   | Agnieszka Holland                                              |
| Filmfestival von Venedig 2023          | Premio CinemaSarà                        | Gewonnen   | Agnieszka Holland                                              |
| Filmfestival von Venedig 2023          | Green Drop Award                         | Gewonnen   | Agnieszka Holland                                              |
| Filmfestival von Venedig 2023          | Premio Leoncino d’Oro – Agiscuola/UNICEF | Gewonnen   | Agnieszka Holland                                              |
| Filmfestival von Venedig 2023          | Sorriso Diverso Venezia Award            | Gewonnen   | Agnieszka Holland                                              |
| Filmfestival von Venedig 2023          | UNIMED Prize for Cultural Diversity      | Gewonnen   | Agnieszka Holland                                              |
| Filmfestival von Chicago 2023          | Publikumspreis                           | Gewonnen   | Agnieszka Holland                                              |
| Europäischer Filmpreis 2023            | Bester Film                              | Nominiert  | Agnieszka Holland                                              |
| Europäischer Filmpreis 2023            | Beste Regie                              | Nominiert  | Agnieszka Holland                                              |
| Europäischer Filmpreis 2023            | Bestes Drehbuch                          | Nominiert  | Agnieszka Holland, Maciej Pisuk, Gabriela Łazarkiewicz-Sieczko |
| Gotham Awards 2024                     | Bester internationaler Film              | Ausstehend | Agnieszka Holland                                              |
| Filmfestival von La Roche-sur-Yon 2023 | Publikumspreis                           | Gewonnen   | Agnieszka Holland                                              |
| Filmfestival von Valladolid 2023       | Goldene Ähre – Bester Film               | Nominiert  | Agnieszka Holland                                              |